# Tour d'Espagne 1979
La 34e édition du Tour d'Espagne s'est déroulée entre le 24 avril et le 13 mai 1979 entre Jerez de la Frontera et Madrid. Il se composait de 19 étapes pour un total de 3 373 km. Il a été remporté par le Néerlandais Joop Zoetemelk.

## Équipes participantes
- KAS
- Transmallorca-Flavia
- Splendor
- Teka
- Moliner-Vereco
- Boule d'Or-Lano-Colnago
- Miko-Mercier
- Colchón CR Manzaneque
- Novostil-Helios

## Classement général
| \| 1. \| Joop Zoetemelk \| Pays-Bas \| Miko - Mercier \| en \| 94 h 57 min 03 s \| \| \| 2. \| Francisco Galdós \| Espagne \| KAS \| + \| 2 min 43 s \| \| \| 3. \| Michel Pollentier \| Belgique \| Splendor \| + \| 3 min 21 s \| \| \| 4. \| Faustino Rupérez \| Espagne \| Moliner - Vereco \| + \| 5 min 51 s \| \| \| 5. \| Lucien Van Impe \| Belgique \| KAS \| + \| 6 min 30 s \| \| \| 6. \| Pedro Torres \| Espagne \| Transmallorca - Flavia \| + \| 6 min 49 s \| \| \| 7. \| Felipe Yáñez \| Espagne \| Novostil - Helios \| + \| 7 min 41 s \| \| \| 8. \| Christian Seznec \| France \| Miko - Mercier \| + \| 8 min 03 s \| \| \| 9. \| Alfons De Wolf \| Belgique \| Boule D'Or - Lano \| + \| 10 min 01 s \| \| \| 10. \| Julián Andiano \| Espagne \| Moliner - Vereco \| + \| 10 min 52 s \| \| |                   |          |                        |    |                  |  |
| 1. | Joop Zoetemelk    | Pays-Bas | Miko - Mercier         | en | 94 h 57 min 03 s |  |
| 2. | Francisco Galdós  | Espagne  | KAS                    | +  | 2 min 43 s       |  |
| 3. | Michel Pollentier | Belgique | Splendor               | +  | 3 min 21 s       |  |
| 4. | Faustino Rupérez  | Espagne  | Moliner - Vereco       | +  | 5 min 51 s       |  |
| 5. | Lucien Van Impe   | Belgique | KAS                    | +  | 6 min 30 s       |  |
| 6. | Pedro Torres      | Espagne  | Transmallorca - Flavia | +  | 6 min 49 s       |  |
| 7. | Felipe Yáñez      | Espagne  | Novostil - Helios      | +  | 7 min 41 s       |  |
| 8. | Christian Seznec  | France   | Miko - Mercier         | +  | 8 min 03 s       |  |
| 9. | Alfons De Wolf    | Belgique | Boule D'Or - Lano      | +  | 10 min 01 s      |  |
| 10. | Julián Andiano    | Espagne  | Moliner - Vereco       | +  | 10 min 52 s      |  |

## Étapes
| N°       | Date     | Villes étapes                        | km         | Vainqueur d'étape     | Leader du général     |
| Prologue | 24 avril | Jerez de la Frontera                 | 6,3 (CLM)  | Joop Zoetemelk        | Joop Zoetemelk        |
| 1re      | 25 avril | Jerez de la Frontera - Séville       | 156        | Sean Kelly            | Joop Zoetemelk        |
| 2e       | 26 avril | Séville - Cordoue                    | 188        | Alfons De Wolf        | Joop Zoetemelk        |
| 3e       | 27 avril | Cordoue - Sierra Nevada              | 190        | Felipe Yáñez          | Joop Zoetemelk        |
| 4e       | 28 avril | Grenade - Puerto Lumbreras           | 222        | Roger De Cnijf        | Joop Zoetemelk        |
| 5e       | 29 avril | Puerto Lumbreras - Murcie            | 139        | Juan Argudo           | Joop Zoetemelk        |
| 6e       | 30 avril | Murcie - Alcoy                       | 171        | Christian Levavasseur | Christian Levavasseur |
| 7e       | 1er mai  | Alcoy - Sedaví                       | 173        | Alfons De Wolf        | Christian Levavasseur |
| 8ea      | 2 mai    | Sedaví - Benicasim                   | 145        | Sean Kelly            | Christian Levavasseur |
| 8eb      | 2 mai    | Benicasim                            | 11,3 (CLM) | Joop Zoetemelk        | Christian Levavasseur |
| 9e       | 3 mai    | Benicasim - Reus                     | 193        | Alfons De Wolf        | Christian Levavasseur |
| 10e      | 4 mai    | Reus - Saragosse                     | 230        | Noël Dejonckheere     | Christian Levavasseur |
| 11e      | 5 mai    | Saragosse - Pampelune                | 183        | Noël Dejonckheere     | Christian Levavasseur |
| 12e      | 6 mai    | Pampelune - Logroño                  | 149        | Frans Van Vlierberghe | Christian Levavasseur |
| 13e      | 7 mai    | Haro - Peña Cabarga                  | 180        | Ángel López del Álamo | Joop Zoetemelk        |
| 14e      | 8 mai    | Torrelavega - Gijón                  | 178        | Bernardo Alfonsel     | Joop Zoetemelk        |
| 15e      | 9 mai    | Gijón - León                         | 156        | Lucien Van Impe       | Joop Zoetemelk        |
| 16ea     | 10 mai   | León - Valladolid                    | 134        | Adri van Houwelingen  | Joop Zoetemelk        |
| 16eb     | 10 mai   | Valladolid                           | 22 (CLM)   | Alfons De Wolf        | Joop Zoetemelk        |
| 17e      | 11 mai   | Valladolid - Ávila                   | 204        | Francisco Albelda     | Joop Zoetemelk        |
| 18ea     | 12 mai   | Ávila - Colmenar Viejo               | 155        | Miguel María Lasa     | Joop Zoetemelk        |
| 18eb     | 12 mai   | Colmenar Viejo - Azuqueca de Henares | 104        | Cees Bal              | Joop Zoetemelk        |
| 19e      | 13 mai   | Madrid                               | 84         | Alfons De Wolf        | Joop Zoetemelk        |

## Classements annexes
| \| 1. \| Alfons De Wolf \| Belgique \| Boule D'Or - Lano \| 249 points \| \| 2. \| Noël Dejonckheere \| Belgique \| Tekaa \| 173 points \| \| 3. \| Joop Zoetemelk \| Pays-Bas \| Miko - Mercier \| 139 points \| |                   |          |                   |            |
| 1. | Alfons De Wolf    | Belgique | Boule D'Or - Lano | 249 points |
| 2. | Noël Dejonckheere | Belgique | Tekaa             | 173 points |
| 3. | Joop Zoetemelk    | Pays-Bas | Miko - Mercier    | 139 points |

| \| 1. \| Felipe Yáñez \| Espagne \| Novostil - Helios \| 96 points \| \| 2. \| Vicente Belda \| Espagne \| Transmallorca - Flavia \| 65 points \| \| 3. \| Joop Zoetemelk \| Pays-Bas \| Miko - Mercier \| 47 points \| |                |          |                        |           |
| 1. | Felipe Yáñez   | Espagne  | Novostil - Helios      | 96 points |
| 2. | Vicente Belda  | Espagne  | Transmallorca - Flavia | 65 points |
| 3. | Joop Zoetemelk | Pays-Bas | Miko - Mercier         | 47 points |

| \| 1. \| Roger De Cnijf \| Belgique \| Boule D'Or - Lano \| 63 points \| |                |          |                   |           |
| 1.                                                                       | Roger De Cnijf | Belgique | Boule D'Or - Lano | 63 points |

| \| 1. \| KAS \| Espagne \| 284 h 57 min 15 s \| |     |         |                   |
| 1.                                              | KAS | Espagne | 284 h 57 min 15 s |

## Liste des coureurs
| Kas | Transmallorca Flavia | Splendor |
| - 1 Lucien Van Impe (Bel) - 2 Francisco Galdos (Esp) - 3 Enrique Martinez Heredia (Esp) - 4 Etienne Van Der Helst (Bel) - 5 Rafael Ladrón de Guevara (Esp) - 6 Jesús Suárez Cueva (Esp) - 7 Bernardo Alfonsel (Esp) - 8 Marc Renier (Bel) - 9 René Dillen (Bel) - 10 José Nazabal (Esp)                            | - 11 Salvador Jarque (Esp) - 12 Vicente Belda (Esp) - 13 José Enrique Cima (Esp) - 14 Pedro Torres (Esp) - 15 Juan Pujol (Esp) - 16 Sebastian Pozo (Esp) - 17 José Manuel Garcia Rodriguez (Esp) - 18 Antonio Gonzalez Rodriguez (Esp) - 19 Ramon Vila (Esp) - 20 Francisco Albelda (Esp)        | - 21 Michel Pollentier (Bel) - 22 Erich Jagsch (Aut) - 23 Roger Verschaeve (Bel) - 24 Wim Myngheer (Bel) - 25 Ronny Van Marcke (Bel) - 26 Lieven Malfait (Bel) - 27 Ludo Loos (Bel) - 28 Herman Beysens (Bel) - 29 Alain Desaever (Bel) - 30 Sean Kelly (Irl)                           |
| Teka | Moliner Vereco | Bouled'Or Lano Colnago |
| - 31 Manuel Esparza (Esp) - 32 José Antonio Gonzalez Linares (Esp) - 33 José Pesarrodona (Esp) - 34 José Luis Viejo (Esp) - 35 Eulalio García Pereda (Esp) - 36 Noël Dejonckheere (Bel) - 37 Vicente Lopez Carril (Esp) - 38 Domingo Perurena (Esp) - 39 Miguel Gutierrez Mayor (Esp) - 40 Daniele Tinchella (Ita) | - 41 Angel Arroyo (Esp) - 42 Miguel Maria Lasa (Esp) - 43 Paulino Martinez (Esp) - 44 Julian Andiano (Esp) - 45 Faustino Ruperez (Esp) - 46 José Luis Lopez Cerron (Esp) - 47 Alberto Fernández Blanco (Esp) - 48 Carlos Melero (Esp) - 49 Antonio Menendez (Esp) - 50 Manuel Martin Conde (Esp) | - 51 Fons De Wolf (Bel) - 52 Jan van Houwelingen (Hol) - 53 Roger De Cnijf (Bel) - 54 Johnny De Nul (Bel) - 55 Adri van Houwelingen (Hol) - 56 Frans Van Vlierberghe (Bel) - 57 Patrick Verstraete (Bel) - 58 Eddy Vanhaerens (Bel) - 59 Benny Van Der Auwera (Bel) - 60 Cees Bal (Hol) |
| Miko Mercier | Colchon CR Manzaneque | Novostil Helios |
| - 61 Joop Zoetemelk (Hol) - 62 Christian Seznec (Fra) - 63 Raymond Martin (Fra) - 64 Frits Pirard (Hol) - 65 Joël Gallopin (Fra) - 66 Jean-Louis Gauthier (Fra) - 67 Patrick Friou (Fra) - 68 Christian Levavasseur (Fra) - 69 Hubert Mathis (Fra) - 70 André Mollet (Fra)                                         | - 71 Jesús Manzaneque (Esp) - 72 Antonio Abad (Esp) - 73 Carlos Ocana (Esp) - 74 Ricardo Zuniga (Esp) - 75 Ángel López del Álamo (Esp) - 76 Isidro Juárez (Esp) - 77 Juan Argudo (Esp) - 78 Jesús López Carril (Esp) - 79 Féliciano Sobradillo (Esp) - 80 Jésus Hiniesto (Esp)                   | - 81 Javier Elorriaga (Esp) - 82 Felipe Yanez (Esp) - 83 Ismaël Lejarreta (Esp) - 84 José Luis Mayoz (Esp) - 85 Gonzalo Aja (Esp) - 86 Roque Moya (Esp) - 87 Fernando Cabrero (Esp) - 88 Custodio Mazuela (Esp) - 89 Marino Lejarreta (Esp) - 90 José María Yurrebaso (Esp)             |